# 朱珣
朱珣（16世紀—17世紀），字瑗度，陝西西安府渭南縣人，明朝政治人物。

## 生平
朱珣是歲貢朱裀可的次子，崇禎六年（1633年）中舉人，十六年（1643年）成進士，獲授大名推官，十天處理大獄，因李自成攻陷北京罷歸。後來他得補任嘉興府推官，因病未有赴任。
朱珣個性廉靜寡欲，父親年過九十，他仍像孩子般侍奉父母，又友兄愛弟，教育子弟學業，不謀進身，家貧也不在意。

## 引用
1. 1 2  道光《渭南縣志·卷十五·宦業傳》：朱珣，字瑗度，知府擢從孫、歲貢裀可次子，進士。授直隸大名府推官，靖大憝決大獄，浹旬案牘一清，值李逆陷城罷歸；再補浙江嘉興府推官，疾不克赴。容物蓄眾，廉靜寡欲，父年幾九旬，承歡膝下慕若孺子；友兄愛弟，課子以文行，門徑肅清，家徒四壁若罔聞也。
2. ↑  道光《渭南縣志·卷四·選舉表》：朱珣 癸未進士…… （崇禎）癸酉科（舉人）